# Max et Jérémie
Pour plus de détails, voir Fiche technique et Distribution.
Max et Jérémie est un film français de Claire Devers réalisé en 1992.

## Synopsis
Un vieux tueur à la retraite sympathise avec un petit voyou chargé de l'éliminer, mais qui l'admire.

## Fiche technique
- Réalisation : Claire Devers
- Scénario : Claire Devers et Bernard Stora, d'après le roman Max Trueblood and the Jersey Desperado de Teri White
- Photographie : Bruno de Keyzer
- Montage : Marie Castro-Vasquez
- Musique : Philippe Sarde
- Casting : Lissa Pillu
- Coordinateur des combats et des cascades : Claude Carliez et son équipe
- Production : Alain Sarde
- Société de production : Canal+, Gruppo Bema, Les Films Alain Sarde et TF1 Films Production
- Société de distribution : AMLF (France)
- Pays :  France |  Italie
- Format : couleur - 1,66:1 - 35 mm - Son Dolby
- Genre : drame et thriller
- Durée : 115 minutes
- Sortie en salle : 
  - France - 14 octobre 1992

## Distribution
- Philippe Noiret : Robert « Max » Maxendre
- Christophe Lambert : Jérémie Kolachowsky
- Jean-Pierre Marielle : Almeida
- Christophe Odent : Jacky Cohen
- Fiodor Chaliapine fils : Sam Marberg
- Bouhout Abdelhak : Le môme
- Thierry Gimenez : Richard
- Jean-Pierre Miquel : Maubuisson
- José Quaglio : Eugène Agopian
- Patrick Rocca : l'homme de main
- Christine Dejoux : Lisa
- Jean-Marc Maurel : le type
- Michèle Laroque : Suzanne
- Volker Marek : l'Allemand
- Karin Viard : la fille
- Martine Le Saule : La nurse
- Patrick Aurignac : Eric
- Nanou Garcia : la femme de ménage

## Distinctions
- César du cinéma 1993 : nomination dans la catégorie César du meilleur acteur dans un second rôle pour Jean-Pierre Marielle